# Lago di Pourrieres
Il lago di Pourrieres è un lago della Val Chisone, in Piemonte.

## Caratteristiche

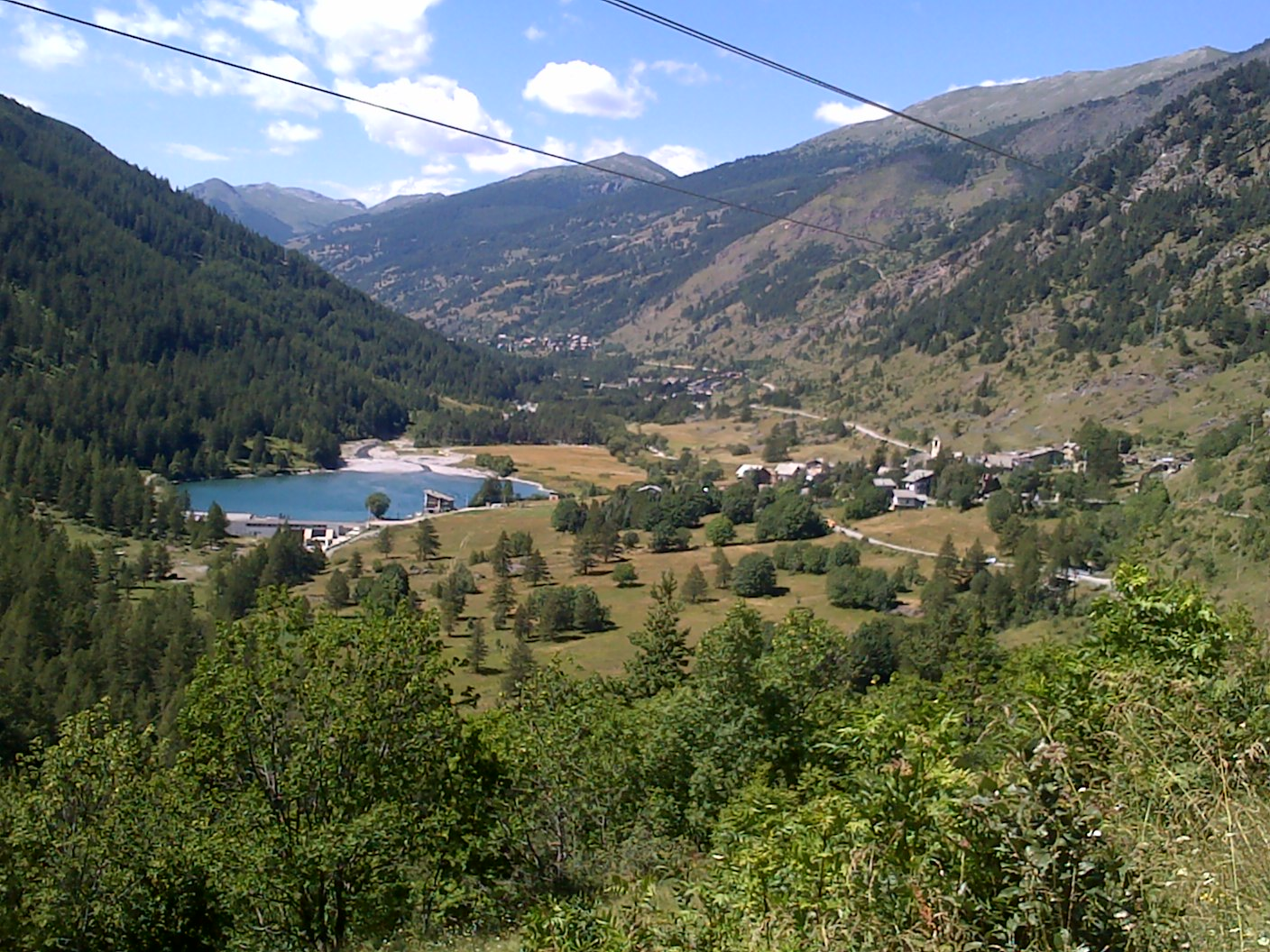
Il lago visto dalla strada per il Pian dell'Alpe

Il lago è formato da uno sbarramento sul torrente Chisone. Ricade nel territorio comunale di Usseaux; la sua quota è di 1392 m s.l.m.. Presso lo specchio d'acqua sorge l'omonima borgata di Pourrières, in sinistra idrografica del torrente, caratterizzata da una antica chiesa.

## Storia
La diga venne costruita nel 1950 a servizio della centrale idroelettrica di Fenestrelle, utilizzata dalla RIV. A Pourrieres prende origine un canale che prosegue con la condotta forzata che alimenta la centrale elettrica, situata a una altezza di 1003,50 m.

## Pesca
Nel lago di Pourrieres si può praticare la pesca sportiva.